# أندريه سانيكوف
أندريه سانيكوف هو سياسي وناشط من بيلاروسيا، من مواليد 8 مارس 1954. في أوائل التسعينيات ترأس الوفد البيلاروسي المعني بمفاوضات الأسلحة النووية والتقليدية، وشغل منصب الدبلوماسي البيلاروسي لدى سويسرا. شغل منصب نائب وزير خارجية بيلاروسيا من عام 1995 إلى عام 1996، واستقال من منصبه كشكل من أشكال الاحتجاج السياسي. شارك في تأسيس ميثاق العمل المدني رقم 97، وحصل على جائزة برونو كريسكي في عام 2005.
كان سانيكوف مرشحاً للانتخابات الرئاسية لعام 2010 في بيلاروسيا، وحصل على ثاني أعلى نسبة من الأصوات الشعبية بعد ألكسندر لوكاشينكو الحالي. احتُجز في منشأة مينسك للجنة أمن الدولة في جمهورية بيلاروسيا بعد احتجاجه سلمياً في مظاهرة بعد الانتخابات، سُجن لمدة 15 عاماً. وصفته منظمة العفو الدولية بأنه سجين رأي ودعت إلى إطلاق سراحه فوراً باعتبار أنه قد يواجه التعذيب والإهمال الطبي أثناء احتجازه. في 14 مايو 2011، حُكم عليه بالسجن لمدة خمس سنوات بتهمة تنظيم اضطرابات جماعية. وفقاً لزوجته، الصحفية البارزة إيرينا خليب، اعتباراً من سبتمبر 2011، كان سانيكوف في خطر كبير من تعرضه للقتل والإصابة أثناء الحبس، وكان يتعرض للضغوط من قبل السلطات لترك السياسة. أُفرج عنه وحصل على العفو من قبل لوكاشينكو في 14 أبريل 2012.

## النشأة والتعليم
ولد أندريه سانيكوف في 8 مارس عام 1954 في مدينة مينسك. كان والده باحثاً شهيراً في مجال الفنون البيلاروسية بينما كانت والدته معلمة للغة الروسية. كان جده كونستانتين سانيكوف ممثلاً ومخرجاً مشهوراً في بيلاروسيا الاشتراكية السوفياتية، كان أحد مؤسسي مسرح جانكا كوبالا الوطني، ومعلم في معهد الفنون والمسرح البيلاروسي في موسكو. التحق سانيكوف بالمدرسة رقم 42 عندما كان طفلاً صغيراً، وفي عام 1977 تخرج من جامعة مينسك الحكومية للغات. يجيد اللغة الأم البيلاروسية والروسية والإنجليزية والفرنسية.
بعد التخرج، عمل سانيكوف في شركة نفط سوفيتية في باكستان وعمل في مصر  في بناء مصنع للألمنيوم.

## السلك الدبلوماسي

### عمله في الأمانة العامة للأمم المتحدة
ذهب سانيكوف للعمل في اتحاد الجمعيات السوفيتية للصداقة والعلاقات الثقافية مع الدول الأجنبية، في عام 1982 بدأ العمل كمترجم (خدمة الترجمة الروسية) في الأمانة العامة للأمم المتحدة في مدينة نيويورك. مكث في نيويورك لمدة خمس سنوات.

### الأكاديمية الدبلوماسية
قبل انهيار الاتحاد السوفيتي عام 1991 مباشرة، تخرج سانيكوف من الأكاديمية الدبلوماسية التابعة لوزارة خارجية الاتحاد الروسي في موسكو. مباشرة بعد أن عمل في وزارة الخارجية لجمهورية بيلاروسيا الاشتراكية السوفياتية. في إحدى الجلسات، قال: «يجب ألا تكون وزارة الخارجية في خدمة حزب واحد، بل يجب أن تخدم الشعب البيلاروسي».

### وفد النووي
في عام 1992، ترأس سانيكوف الوفد البيلاروسي المعني بمفاوضات الأسلحة النووية والتقليدية (وافقت الجمهوريات السوفيتية على نزع جميع الأسلحة النووية في عام 1991). كان لديه سلطة التوقيع في المسألة نيابة عن بيلاروسيا، وهي سلطة احتفظ بها حتى عام 1995.
خلال ذلك الوقت، كان أيضاً مستشاراً للبعثة الدبلوماسية البيلاروسية في سويسرا.

### نائب وزير الشؤون الخارجية
من عام 1995 إلى عام 1996 شغل منصب نائب وزير خارجية بيلاروسيا، وحصل على درجة سفير فوق العادة ومفوض.
وبصفته نائباً للوزير في شتاء عام 1995، شارك في تأليف ورقة تدافع عن برنامج نان لوغار، وحذر الكونغرس الأمريكي من ميله لخفض تمويله. كان مشروع نون لوغار قد نشأ في مجلس الشيوخ الأمريكي عام 1991 بعد أن قررت الجمهوريات السوفيتية السابقة التخلص من أسلحتها النووية. زوّد البرنامج، وهو جزء من وزارة الدفاع الأمريكية، بيلاروسيا بالمساعدة الفنية والمالية لخفض الأسلحة النووية ونزع سلاحها.
في نوفمبر 1996، عشية الاستفتاء المثير للجدل، استقال سانيكوف من منصبه كدليل على الاحتجاج. أدى الاستفتاء إلى تقييد المعايير الديمقراطية بشدة وفصل السلطات في بيلاروسيا، وتغيير دستور بيلاروسيا لتمديد ولاية لوكاشينكو الرئاسية. وفقاً لرئيس البرلمان في بيلاروسيا، زُوِّرت من 20 إلى 50% من الأصوات التي فُرِزت.

## سياسي مستقل، وناشط

### ميثاق 97
في نوفمبر 1997، كان سانيكوف أحد مؤسسي المبادرة المدنية لميثاق 97، إذ أصبح منسقها الدولي.  الميثاق 97 هو مجموعة من حقوق الإنسان على غرار الميثاق 77 في تشيكوسلوفاكيا في ذلك الوقت. تستضيف المجموعة واحدة من صفحات الويب الإخبارية البيلاروسية الأكثر شعبية، وهي صوت نادر لمعارضة حزب لوكاشينكو في بيلاروسيا.

### 98 مجلس تنسيق القوى الديمقراطية
في عام 1998، أنشأ سانيكوف هينادز كاربينكا المجلس التنسيقي للقوات الديمقراطية في بيلاروسيا، والذي يتحدث بنشاط عن حقوق الإنسان. شارك فيكتور إيفاشكوفيتش وميخائيل مارينيتش.

### الاحتجاجات
في السنوات التالية، ساعد سانيكوف في تنظيم مجموعة متنوعة من الاحتجاجات السلمية في بيلاروسيا، بما في ذلك الاحتجاجات ضد انتخابات 2001 و2004 و2006 و2008، والتي تعرضت لانتقادات شديدة من قبل منظمة الأمن والتعاون في أوروبا والاتحاد الأوروبي بسبب افتقارها إلى الشفافية، وتخويف الناخبين، وقمع جماعات المعارضة، وتزوير النتائج. عندما قمعت شرطة مكافحة الشغب الاحتجاجات الجماهيرية بعد الانتخابات الرئاسية في عام 2006، صرح سانيكوف أنه تعرض للضرب والسجن، وجرى الاستيلاء على أجهزة الكمبيوتر والأقراص وذواكر تخزين الكاميرات.

### جائزة برونو
في 4 أبريل 2005، منحت جائزة برونو كريسكي الدولية لسانيكوف في حفل توزيع الجوائز في قاعة الدولة للمكتبة الوطنية في فيينا. تحتفل جائزة برونو بالإنجازات في مجال حقوق الإنسان.

### بيلاروسيا الأوروبية
في عام 2008، بدأ أندريه سانيكوف، إلى جانب فيكتار إيباشيفيتش وميخائيل مارينتش وسياسيين آخرين، الحملة المدنية الأوروبية «بيلاروسيا».  تدعو الحملة إلى انضمام  بيلاروسيا إلى الاتحاد الأوروبي وتهدف إلى العمل من أجل وضع معايير تسمح بالانضمام.

## الحملة الرئاسية لعام 2010
في مارس 2010، أعلن أندريه سانيكوف عن نيته على قناة بيلستا التلفزيونية المشاركة في الانتخابات الرئاسية في بيلاروسيا كمرشح لعام 2010. واعتُبر واحداً من مرشحي المعارضة الرئيسيين جنباً إلى جنب مع فلاديمير نكلييف وياروسلاف رومانشوك.

### المنصة
في يناير 2007، عبر سانيكوف عن رفضه على توقيع عقد لوكاشينكو مع روسيا لتوريد الغاز الطبيعي. وقد استخدمت روسيا في كثير من الأحيان شركة غازبروم، وهي شركة غاز تديرها الدولة، للضغط على بلدان مثل أوكرانيا وجورجيا. شعر سانيكوف بالقلق من توتر العلاقات بين لوكاشينكو الودية والكرملين، خاصة وأن بوريس يلتسين استُبدل بفلاديمير بوتين، ويمكن أن تستخدم روسيا عقد إمداد الغاز الجديد لمعالجة الاقتصاد البيلاروسي.
في أبريل عام 2008، صرّح أنه في ذلك الوقت، كان لوكاشينكو «مستعداً لقطع العلاقات مع الولايات المتحدة، يمكن أن يتبع ذلك تمزق العلاقات مع أوروبا وهو مستعد لتسليم بيلاروسيا لروسيا. ويحتاج إلى كبش فداء لإلقاء اللوم على الأشياء التي تحدث». في ذلك الوقت، كانت السلطات البيلاروسية تتطلع إلى تقليص عدد موظفي البعثة البيلاروسية في واشنطن العاصمة.
في نوفمبر 2010، صرح سانيكوف أن العملية الانتخابية قد زوِّرت منذ البداية وأنه لا يملك أي فرصة محتملة لهزيمة لوكاشينكو. وقال إن هدفه هو توثيق الديمقراطية المعيبة في البلاد وإخراج متظاهرين معارضين. وعندما سُئل عما إذا كان يخشى على حياته، أجاب: «هذا ممكن، عليك أن تفكر في الأمر».

### مقتل السكرتير الصحفي
في الأسبوع الأول من سبتمبر 2010، في وقت متأخر من بعد ظهر يوم الجمعة، عُثر على الصديق المقرب من سانيكوف السكرتير الصحفي للحملة أوليغ بيبنين مشنوقاً في منزله الصيفي على مشارف مينسك. كان بيبنين أيضاً عضواً رئيسياً في حملة سانيكوف، وصحفياً بارزاً. كان أيضاً مديراً ومؤسساً مشاركاً لبند 97، الذي أصبح أحد المنافذ القليلة للحصول على معلومات حول المرشحين «المعارضين» خلال الانتخابات. ذكر التحقيق الرسمي أن الموت بدا أنه انتحار. أعرب سانيكوف عن شكوكه في «الانتحار»، قائلاً إن بيبنين كان بصحة عقلية جيدة، وأنه لم يُعثر على مذكرة انتحار، من بين عوامل أخرى. حضرت منظمة مؤشر الرقابة جنازة بيبين ورددت مخاوف سانيكوف من أن وفاته كانت مشبوهة، صرح سانيكوف أيضاً بأنه لا يثق في التحقيق الرسمي: «هذا مستحيل في حالة الديكتاتورية. لقد مر 11 عامًا منذ أن بدأت أولى حالات الاختفاء في بيلاروسيا ولم يُحقَّق في أي شيء».

### اجتماع نوفمبر
في 18 نوفمبر عام 2010، سُجِّل سانيكوف رسمياً مرشحاً. في 29 نوفمبر عام 2010، نظّم سانيكوف اجتماعاً في جامعة مينسك الحكومي للغات، وشارك فيه حوالي 500 شخص. كان هناك محاولات لعرقلة الاجتماع. فقد أُزيلت النشرات، وحُظر على الإدارة وضع الرسائل على لوحة الإعلانات يوم الاجتماع، صرح الأساتذة بأنهم حُذِّروا: «من الأفضل عدم الحضور» من قبل موظفي الجامعة. حضر مواطنين وطلاب من الجامعات الأخرى. خلال الاجتماع، دعا الطلاب للذهاب إلى ميدان أكتوبر في مينسك في الساعة 8 مساءً بعد انتخابات 19 ديسمبر.

### الشكاوى
في 15 ديسمبر 2010، سجّل سانيكوف طلبين من الشكاوى القانونية للجنة الانتخابات المركزية في بيلاروسيا، مطالب بسحب تسجيل ألكسندر لوكاشينكو، ولإزالة ليديا يميروسنينا، رئيسة لجنة الانتخابات المركزية، من منصبها. وفي كلتا الحالتين، أشار إلى أن مواقفهما غير قانونية. كانت يرموشينا عضواً في الفريق السياسي للوكاشينكا، ما أضر بحيادها، وكانت تخضع للتدقيق الدولي بتهمة تزوير الانتخابات السابقة. أيضاً أشار إلى أن لوكاشينكو تجاهل مبادئه التوجيهية الخاصة بشأن الوقت الذي سُمح فيه للمرشحين للرئاسة بالتحدث على شاشة التلفزيون (مرتين لمدة 30 دقيقة لكل منهما). وعقد لوكاشينكو أيضاً اجتماعات دعائية في أماكن غير مدرجة في قائمة اللجنة التنفيذية لمدينة مينسك حيث يمكن عقد الاجتماعات، عقد لوكاشينكو حدثاً كبيراً في قصر الجمهورية، ومولها من ميزانية الدولة وكان هذا ضد القواعد. كانت شكاوى سانيكوف غير فعالة.

## انتخابات 19ديسمبر
جرت الانتخابات الرئاسية في 19 ديسمبر عام 2010، وأعلن أن الفائز كان ألكسندر لوكاشينكو الذي فاز بنسبة 75.65% من الأصوات الشعبية. باستثناء أصوات لوكاشينكو البالغة 5,130,557 صوتاً، كان سانيكوف سيفوز في الانتخابات، حصل على 156,419 صوتاً أو 2.43% من المجموع. أقرب منافس كان ياروسلاف رومانشوك، بحصوله على 127281 صوتاً، بنسبة 1.98% من أصل 1,314,219 صوتاً.